# میلیکن (کلرادو)
میلیکن (به انگلیسی: Milliken) شهری در ایالت کلرادو کشور ایالات متحده آمریکا است که جمعیت آن در سرشماری سال ۲۰۱۰ میلادی، ۵٬۶۱۰ نفر بوده‌است.